# Thomas Kufahl
Thomas Kufahl (* 21. März 1962 in Berlin) ist ein deutscher Schauspieler.

## Leben
Als Jugendlicher gab Kufahl 1979 im Film Das Ende des Regenbogens sein Debüt. Er verkörperte darin den 17-jährigen Jimmy, der Ende der 1970er Jahre in West-Berlin lebt und sich als Stricher und Dieb über Wasser hält. 
Kufahl, der auf ähnliche Heim- und Familienerfahrungen wie der Protagonist im Film zurückblicken konnte, wurde 1980 für seine darstellerische Leistung mit dem Deutschen Filmpreis in Gold geehrt. 1980 erhielt Kufahl eine Nebenrolle im Film Kaltgestellt, beendete hiernach jedoch seine Schauspielkarriere.

## Filmografie
- 1979: Das Ende des Regenbogens
- 1980: Kaltgestellt

## Auszeichnungen
- 1980: Deutscher Filmpreis in Gold